# Elizabeth J. Braswell
Elizabeth J. Braswell, conosciuta anche come Liz Braswell (Birmingham, ...), è una scrittrice britannica naturalizzata statunitense, autrice di libri per adolescenti e giovani, nota anche sotto gli pseudonimi di Tracy Lynn, Celia Thomson e J. B. Stephens.

## Biografia
Nata in Inghilterra, è cresciuta negli Stati Uniti in una cittadina del New England, e si è laureata in egittologia presso l'Università Brown. Vive nell'East Village con il marito Scott e il figlio Alex.
Brasswell ha prodotto videogiochi per circa dieci anni, poi ha cambiato professione ed è diventata scrittrice di romanzi. È nota per aver scritto la serie di romanzi The Nine Lives of Chloe King, da cui è stata tratta l'omonima serie televisiva.

## Opere
- Rx (Simon & Schuster, 2005) – con il nome Tracy Lynn
- Snow: A Retelling of Snow White and the Seven Dwarves (Simon & Schuster, 2006) – con il nome Tracy Lynn
- Make-Believe Marriage (Tracy Cannon, 2012) – con il nome Tracy Lynn

### The Nine Lives of Chloe King
- The Fallen (Simon & Schuster, 2004) – con il nome Celia Thomson
- The Stolen (Simon & Schuster, 2004) – con il nome Celia Thomson
- The Chosen (Simon & Schuster, 2005) – con il nome Celia Thomson

### The Big Empty
- The Big Empty (Razorbill, 2004) – con il nome J. B. Stephens
- Paradise City (Razorbill, 2004) – con il nome J. B. Stephens
- Desolation Angels (Razorbill, 2005) – con il nome J. B. Stephens
- No Exit (Razorbill, 2005) – con il nome J. B. Stephens

## Riconoscimenti
- 2005 - ALA Quick Picks for Reluctant Young Adult Readers per The Stolen[4] e The Fallen[5]
- NYPL Books for the Teen Age per The Fallen[5]